# Dipodillus campestris
Dipodillus campestris es una especie de roedor de la familia Muridae.

## Distribución geográfica
Se encuentra en Argelia, Egipto, Libia Malí, Marruecos, Níger, Sudán, Túnez y, posiblemente, Sahara Occidental, Chad, Mauritania.

## Hábitat
Su hábitat natural son las zonas rocosas, los desiertos áridos, y tierras de cultivo.